# Brąchnowo
Brąchnowo – wieś w Polsce położona w województwie kujawsko-pomorskim, w powiecie toruńskim, w gminie Łubianka.
W latach 1975–1998 miejscowość administracyjnie należała do województwa toruńskiego. Według Narodowego Spisu Powszechnego (III 2011 r.) liczyła 551 mieszkańców. Jest czwartą co do wielkości miejscowością gminy Łubianka.